# Ловре Калинић
Ловре Калинић (Сплит, 3. април 1990) је хрватски фудбалер који игра на позицији голмана, а тренутно наступа за Хајдук Сплит и репрезентацију Хрватске.

## Клупска каријера

### Хајдук Сплит
Професионалну каријеру је започео у Хајдуку из Сплита 23. априла 2011. године, на утакмици против клуба Славен Белупо, а његов тим победио је резултатом 2–1.
Био је на позајмицама у Јунак Сињу 2009. године, НК Новалија 2010. године и у Карловцу 2012. године, а након тога вратио се у Хајдук Сплит у сезони 2013/14.
У наредној, сезони 2015/15 Калинић је играо 775 минута без примљеног гола и поставио историјски рекорд клуба.
У септембру 2016. године потписао је нови петогодишњи уговор са Хајдуком. Током јуниорске и сениорске каријере укупно је провео 17 година у сплитском Хајдуку.

### Гент
Калинић је 27. децембра 2016. године прешао у белгијски Гент. Проглашен је најбољим голманом у белгијској лиги у сезони 2016/17.

## Репрезентативна каријере
За младе репрезентације Хрватске играо је од 2005—2014. године. За сениорску селекцију Хрватске заиграо је први пут 2014. године, а играо је и на Европском првенству 2016. и био у саставу тима репрезентације Хрватске на Светском првенству 2018. године одржаном у Русији.

## Статистика каријере

### Репрезентативна
До 26. јуна 2018.
| Хрватска | Хрватска | Хрватска |
| Год      | Ута      | Гол      |
| -------- | -------- | -------- |
| 2014     | 1        | 0        |
| 2015     | 1        | 0        |
| 2016     | 4        | 0        |
| 2017     | 3        | 0        |
| 2018     | 3        | 0        |
| Укупно   | 12       | 0        |

## Трофеји

### Индивидуални
- Фудбалски оскар, за најбољег голмана у Првој лиги Хрватске: 2015, 2016.
- Најбољи белгијски голман године: 2016/17.